# Scratches
Scratches, parfois nommé en français Scratches : Dans l'antre de la peur est un jeu vidéo d'aventure de type « pointer-et-cliquer » sorti en 2006. Il a été développé par Nucleosys puis édité par Got Game Entertainment dans les pays anglophones et par Micro Application en France. 
L'atmosphère est angoissante, mais l'ESRB a évalué le jeu acceptable pour les enfants de plus de 13 ans. Le système d'évaluation PEGI a évalué le jeu acceptable pour les enfants de plus de 7 ans tout en spécifiant la nature horrifique du jeu. 
Bien que qualifié de jeu vidéo d'horreur, le jeu est davantage un jeu à ambiance horrifique, car ne contenant que peu d'éléments horrifiques, bâtissant principalement la peur sur une ambiance oppressante. 
Une édition collector (ou Director's Cut en anglais) du jeu est sortie en 2007.
Il a été réédité en version digitale sur Steam en 2012 par Meridian4 avant d'être retiré de la vente en 2015.

## Scénario

### Histoire principale
Octobre 1976. Michael Arthate (incarné par le joueur), un auteur d'histoires d'horreur est parti de Londres pour s'installer dans un manoir, qu'il a acquis avec l'aide de son ami agent immobilier Jerry Carter, qui est situé au nord de l'Angleterre, au fin fond du Northumberland, près de la ville de Rothbury. À l'arrivée, bien que tout semble normal, on constate rapidement que l'électricité et l'eau courante ne fonctionnent pas. Ayant manqué l'électricien, et ayant échoué dans la recherche d'un éclairage alternatif, le joueur, va se retrouver piégé dans la propriété, sa voiture n'ayant plus de batterie... Le joueur se trouve donc seul dans le manoir, avec pour seul moyen de communication un téléphone dans le hall de la propriété. La première journée se résume à la découverte des lieux jusqu'à ce que la nuit tombe ; ce qui est assez gênant quand il n’y a pas d’électricité. Pendant la nuit, après un curieux rêve, Michael Arthate est réveillé par d'étranges bruits, semblables à des grattements venant d'en bas. La nuit suivante, équipé d'une lampe, Michael trouve le courage de descendre à la cave où une mauvaise surprise l'attend…
Le joueur est très rapidement amené à s'intéresser à la vie des précédents occupants du manoir, la famille Blackwood et Christopher Milton, docteur et ami des Blackwood. Le manoir Blackwood a été le théâtre de sombres événements comme des morts mystérieuses, ou la découverte d'un étrange masque africain.

### Fin originale et fin abandonnée
Bien que le scénario avait été finalisé, le jeu a toutefois subi des modifications pour la version finale. En effet, bien que les révélations finales restent les mêmes, c'est-à-dire que l'on découvre que Robin Blackwood, le fils des Blackwood supposé mort de ses déformations, est bien vivant et enfermé dans une prison sous la maison et que les grattements entendus par Michael sont en fait sa tentative d'évasion ; l'action qui en découle est assez différente. À l'origine, une fois que Robin se révèle, le joueur devait agiter l'amulette créée pour le masque, dans le but de le libérer de la malédiction. Si le joueur ne parvient pas à le faire à temps, il meurt. Le développeur principal, Agustín Cordes, a déclaré que ce passage ne collait pas au jeu car trop animé, alors que le jeu est assez statique et qu'il était par conséquent "injuste en termes de conception".
Cette fin a donc été abandonnée et remplacée par une cinématique où Arthate, effrayé par Robin, s'enfuit du manoir Blackwood. Deux scènes post-générique montrent respectivement Robin réussissant à s'enfuir de sa prison par le trou qu'il a creusé puis une scène où la porte de la prison est restée ouverte, laissant présager une possible suite.

### Fin alternative
L'édition collector inclut une fin alternative au jeu original. Cette fin se montre moins effrayante que la fin originale, mais beaucoup plus pessimiste.
Dans cette fin, Michael Arthate va jusqu'à renier sa propre identité, déclarant qu'il n'est personne et qu'il n'est pas l'écrivain qu'il prétendait être. Dans la prison, au lieu de trouver Robin Blackwood, le joueur découvre un cadavre squelettique étant celui de James Blackwood qui avoue dans une lettre à proximité du cadavre, qu'il est responsable du meurtre de sa femme, de son fils mais également celui de son ami, le docteur Milton, qu'il a placé dans la crypte en le faisant passer pour son propre cadavre. Il rend la malédiction du masque responsable de sa folie meurtrière. Écrasé par la culpabilité, Blackwood s'enferme lui-même dans cette prison dans le but de se laisser mourir et de méditer sur les actes barbares qu'il a commis. Michael après avoir lu les aveux de Blackwood, quitte le manoir Blackwood, déclarant avoir perdu la raison qu'il a laissée dans le manoir.
La fin alternative met donc en avant un côté plus psychologique à l'histoire. Les actes barbares commis par Blackwood ne peuvent ainsi que par s'expliquer que une peur paranoïaque liée à la malédiction. Cette peur s'est donc transformée en obsession et folie meurtrière. Michael, avec cette fin là, est aussi atteint de paranoïa, les grattements entendus et les événements vécus sont donc irréels et venant de l'imagination de l'auteur qui se sent particulièrement instable, dû aux problèmes qu'il a rencontrés au manoir (pas d'électricité, d'eau, de nourritures). La malédiction est donc ici un simple bouc émissaire pour les différents protagonistes. 
Certains joueurs théorisent sur le fait qu'il pourrait en réalité s'agir de la véritable fin du jeu. Ils avancent que la fin d'origine (Robin Blackwood, la prison, les grattements ou encore la malédiction) serait en réalité une invention du protagoniste (Michael Arthate) qui déçu de la réalité, aurait tout imaginé afin de rendre cette aventure plus palpitante et intrigante. Il ne faut pas oublier que Michael est un auteur d'histoires horrifiques et que le jeu lui-même pourrait être son fameux roman (le jeu est conté comme tel). La fin alternative serait donc ce que Michael a réellement vu dans ce sous-sol, car ayant abandonné l'idée d'écrire à nouveau dans cette réalité, il fut incapable de trouver une meilleure issue à l'histoire et nous montre ce qu'il a vu (à défaut d'autre chose). Cette théorie ne fut pas démentie par le créateur du jeu Agustín Cordes. 
Le joueur peut accéder à cette fin en cliquant fréquemment sur la machine à écrire, pour obtenir toutes les entrées dans le journal intime de Michael jusqu'à ce qu'il y soit écrit : "Je ne suis pas Michael Arthate. Il était un grand écrivain. Mais moi, je ne peux pas écrire. Je ne suis personne...". 

### Épilogue:La dernière visite
L'édition collector comprend un chapitre supplémentaire intitulé "La dernière visite" qui fait office de suite à la fin d'origine. Dans les années 1990, le manoir Blackwood va être détruit, la demeure étant devenue insalubre mais aussi la cible des pilleurs et vandales. Deux semaines avant la démolition du manoir, Peter Banks, journaliste, est chargé par son chef de se rendre au manoir pour découvrir un quelconque élément permettant de comprendre l'affaire Blackwood, qui est toujours un mystère aux yeux du public, Michael Arthate ne l'ayant jamais révélée. Bien que retissant à se rendre dans la propriété, déclarant que le mystère "n'intéressait plus personne", il finira par s'y rendre... 
Le joueur incarne donc Peter Banks. On découvre le manoir bien des années après l'histoire principale, c'est-à-dire délabré et vandalisé. Cependant, la malédiction ayant hanté les lieux par le passé semble toujours résider dans la vieille demeure... 
Après les événements de ce chapitre, il est confirmé au joueur que le manoir a été démoli. On remarque cependant sur une image que le masque est intact malgré tout. 

## Protagonistes du jeu
James Thomas Blackwood : Gentleman excentrique, James Blackwood est une figure proéminente de Rothbury, une ville du Northumberland. Il devint l'un des ingénieurs en construction les plus prospères de la région. Il fit rénover le manoir Blackwood et s'y installa avec sa femme et le docteur Milton en 1959. Il devient passionné par la culture africaine à la suite d'un voyage professionnel l'ayant conduit en Afrique du Sud en 1960. Cette passion se transformera en obsession peu après la mort de son fils Robin, en particulier pour un masque comme l'attestent ses notes datant de 1962. Il est accusé d'être responsable dans la mort de son épouse Catherine, mais aucune preuve, excepté une photographie, n'a pu véritablement l'inculper. Il meurt d'une crise cardiaque peu après, en juin 1963.
Catherine Lydia Blackwood (née Dowerton) : Femme énigmatique de James Blackwood, elle était enseignante d'anglais dans l'école locale de Rothbury. Mariée avec James depuis une trentaine d'années, ils forment l'un des plus beaux couples de Rothbury. En 1961, elle tombe enceinte de Robin Blackwood qui naitra en août de la même année. Le bébé sera cependant déclaré mort peu après. Elle commencera à s'inquiéter de la santé mentale de son mari début 1963. Morte mystérieusement en mai de cette même année.
Christopher Edward Milton : Ami intime et docteur de longue date de la famille Blackwood. Il s'est installé dans le manoir Blackwood à la suite de l'invitation de ces derniers. Après la disparition des Blackwood en 1963, il est devenu le propriétaire des lieux, avant de disparaitre mystérieusement quelques années plus tard, supposément en 1968, puisqu'il est déclaré qu'il aurait habité au manoir Blackwood (après le décès de ces derniers) pendant cinq ans.
Eva Mariani : Immigrante italienne et amatrice de la photographie, elle a été la domestique des Blackwood pendant des années. Elle quittera le manoir Blackwood à la suite de la disparition de Catherine Blackwood, et accusera publiquement James Blackwood d'être responsable de la mort de sa femme.
William Bailey : L'inspecteur à la retraite Bailey a enquêté sur la mort de Catherine Blackwood en mai 1963. Il était convaincu de la culpabilité de James Blackwood et de la complicité de Christopher Milton, mais, faute de preuve, n'a jamais pu les inculper.
Robin Blackwood : Fils de James et Catherine Blackwood. Il est né avec de terribles malformations et a été officiellement déclaré mort peu après sa naissance (ou lors de sa naissance), en août 1961. Bien que James Blackwood désigne la malédiction comme seule responsable des déformations de son fils, il existe une explication plus rationnelle. En effet, il a été révélé par la presse que Catherine Blackwood, pendant sa grossesse, souffrait de troubles intestinaux et de nausées. Elle soignera ces maux à l'aide de thalidomide (on peut en trouver une bouteille dans la chambre des Blackwood), un sédatif et anti-nauséeux commercialisé durant les années 1950 jusqu'au début des années 1960. Il a été découvert que ce médicament était à l'origine de graves malformations chez les nouveau-nés, provoquant en partie l'arrêt de commercialisation du médicament. Il est donc possible que les malformations du fils des Blackwood soient dues au thalidomide et non à la malédiction. Cette seconde hypothèse n'explique toutefois pas le comportement dangereux de l'enfant. 
Michael Arthate : Personnage incarné par le joueur dans l'histoire originale. Auteur d'histoires d'horreur de plus en plus prolifique. À la suite de l'immense succès de son dernier roman d'horreur La Ville Fantôme (référence à Dark Falls), il possède assez d'argent pour s'acheter le manoir Blackwood, un manoir victorien, son rêve. Il part s'y installer en octobre 1976 afin de pouvoir terminer son dernier roman. Son envie de finir son livre se dissipa au fur et à mesure que le joueur progresse dans l'intrigue, et il n'aura plus que la dévorante envie de savoir ce qu'il s'est véritablement passé au manoir. À la fin de l'histoire originale, on apprend que les événements qu'il a vécus l'ont traumatisé mais l'ont indirectement aidé à devenir un auteur prolifique. Dans La dernière visite, on apprend qu'il n'a jamais révélé au public ce qu'il a vécu lors de son séjour au manoir Blackwood.
Jerry P. Carter : Un vieil ami de Michael Arthate. Agent immobilier à succès, il aide son ami à acquérir le manoir Blackwood. Michael communiquera souvent avec Jerry durant le jeu, à l'aide du téléphone dans le hall du manoir. On apprend vers la fin du jeu qu'il a obtenu le manoir par des moyens illicites. Dans La dernière visite, on apprend qu'il a été condamné à 8 ans de prison pour fraude, mais qu'il a été libéré au bout de 4 ans, afin d'effectuer des travaux d'intérêt général. Il n'aurait plus jamais parlé à Michael Arthate depuis les événements de l'histoire originale.  
Barbara Stiles : Michael Arthate l'a engagée en tant qu'assistante pour pouvoir gérer le courrier des fans et de contacter les différentes maisons d'éditions et magazines pour publier son histoire. Durant son temps libre, elle étudie les langues étrangères. Elle traduira pour Arthate une lettre écrite en italien par Eva Mariani que Michael trouva durant son exploration des lieux.
Peter Banks : Personnage incarné par le joueur dans le chapitre bonus La dernière visite dans l'édition collector du jeu. Journaliste et reporter qui se rend au manoir Blackwood dans les années 1990 pour enquêter sur le mystère de la famille Blackwood avant la démolition du manoir. Bien qu'il n'ait jamais été nommé dans le jeu, Agustín Cordes, le créateur du jeu, a plus tard confirmé que son nom était bien Peter Banks.
La tribu Dhalmaar : Tribu primitive fictive, habitant dans les profondeurs de l'Afrique. Cette tribu, redécouverte par James Blackwood, a atteint un statut de légende auprès des historiens spécialisés, puisqu'elle était supposée disparue depuis 20 000 ans. Cette tribu est caractérisée par une extrême agressivité auprès des tribus voisines, qu'elle massacre dans une violence inouïe, en utilisant comme seules armes les dents et les ongles et étrangement, sans raison particulière. Ils ont été pendant longtemps surnommés "D'lhaum" en référence aux cris que les habitants de la tribu poussaient pendant une cérémonie où ils dansaient devant un masque avant de sacrifier l'un des leurs. James Blackwood, dans ses notes, déduit la nature cannibale des membres de la tribu, ces derniers chassant très rarement.
Dolhom / le masque : Entité divine malfaisante prenant l'apparence d'un léopard, Dolhom terrorise la tribu Dhalmaar et lui fait commettre des actes irréparables, sous peine d'un châtiment. Cependant, après une soumission durant plusieurs siècles, la tribu est parvenue à duper l'entité et à l'enfermer dans un masque africain sinistre. Depuis, toujours dans la peur, la tribu organise des cérémonies sacrificielles, dans le but d'apaiser la divinité. Lors de son voyage en Afrique en 1960, James Blackwood est parvenu (sans que l'on sache comment il a procédé) à obtenir le masque et l'emmène dans sa propriété en Angleterre. Dès lors, James Blackwood vivra une succession de tragédies qui le poussera à étudier les origines du masque et à trouver un moyen d'anéantir l'entité qu'il renferme. Dolhom manipulera donc la vie des habitants du manoir. Il est supposé être à l'origine des malformations de Robin Blackwood (ce qui fait de lui le père spirituel de l'enfant), du mal vécu par James Blackwood, indirectement de la mort de Catherine Blackwood, du mal vécu par Christopher Milton, puis celui de Michael Arthate. Bien que le masque subsiste, on ignore si l'entité a été détruite par Arthate à la fin du jeu, ou si elle a été simplement apaisée temporairement (si l'on prend en compte les événements de La dernière visite, il semblerait que Dolhom existe toujours). Il est indirectement l'antagoniste principal du jeu.

## Lieu de l'intrigue
L'intrigue est uniquement centrée sur la propriété des Blackwood. En partie rénové en 1959 par James Blackwood (seul le dernier étage restera inachevé), c'est ici que ce dernier et sa femme vivront jusqu'à leur mort en 1963. Après la mort des Blackwood, elle deviendra la propriété du docteur Christopher Milton. Il vécut dans cette propriété jusqu'en 1968, date durant laquelle il a mystérieusement disparu. Elle est devenue la propriété du National Trust mais restera inhabitée pendant presque dix ans jusqu'à ce que Michael Arthate vienne y habiter du 12 au 14 octobre 1976. Après le passage de Arthate, le manoir reste la propriété de la National Trust mais est sujet à de nombreux vols et vandalismes. Le manoir sera détruit dans les années 1990, deux semaines après les événements de La dernière visite.
Elle se découpe en plusieurs zones.

### Le manoir Blackwood
Lieu central de l'aventure. Manoir de style victorien comprenant 3 étages et un sous-sol.
- Le rez-de-chaussée est découpé en 2 zones. La première zone est occupée par les propriétaires du manoir à savoir, les Blackwood et Milton. Cette zone est assez classieuse, avec de nombreux tableaux et objets de valeur. Elle est composée de l'entrée comprenant un escalier menant à l'étage, d'un hall comprenant un téléphone, un salon, une salle à manger et une salle d'études (ou bibliothèque) comprenant le bureau de James Blackwood. La seconde zone, beaucoup plus humble, plus triste, est occupée par la domestique de la famille, Eva Mariani. Cette zone comprend un vestibule avec un escalier plus humble menant à l'étage, une cuisine, la chambre de la domestique, sa salle de bain, un passage pour la cave et un autre pour le jardin situé derrière la propriété.
- Le premier étage, comme le rez-de-chaussée, est assez classieux. Il comporte un long vestibule menant à la salle de bains, la chambre des Blackwood, la galerie africaine créée par James Blackwood à la suite de son voyage en Afrique du Sud, et la chambre de Christopher Milton qui est également occupée par Michael Arthate durant son séjour au manoir. On découvrira plus tard dans le jeu qu'une pièce secrète, la chambre de Robin Blackwood, se situe à cet étage et a été emmurée.
- Le deuxième étage est quant à lui resté inachevé et sale. On trouve dans cet étage de nombreux matériaux de construction. Une pièce de cet étage a servi d'atelier de peinture où sont entreposés des tableaux sinistres et des plans du manoir. Cet étage donne également accès à deux escaliers, le premier étant celui de la tour, et la deuxième conduisant au grenier. Cette pièce sert de lieu d'entrepôt des journaux qui peuvent être consultés par le joueur.
- Le sous-sol comprend une cave donnant accès aux fusibles de la maison ainsi qu'à une immense chaudière qui chauffait la maison. On apprend à la fin de l'histoire originale, qu'il existe un deuxième sous-sol.

### La cour et le jardin avant
L'avant du manoir comprend une grande cour où se trouve garée la voiture de Michael Arthate, puis celle de Peter Banks dans La dernière visite. Cette cour comprend un grand portail et une boîte à lettre, où le joueur peut consulter du courrier. La cour comprend un garage renfermant de nombreux outils utiles et une voiture ancienne et classieuse. 
Le jardin avant est situé sur la droite du manoir. Il comprend deux passages. Le premier passage conduit à la serre qui a été entretenue puis abandonnée par James Blackwood. On retrouve dans ce lieu de nombreuses plantes dont certaines assez rares qui sont mortes, fanées. L'autre passage conduit à une chapelle. Ce lieu sera principalement le refuge de James Blackwood durant les derniers mois de sa vie.

### Le jardin arrière
Le jardin arrière est accessible via une porte se trouvant dans la cuisine du manoir. Ce jardin, profond, conduit à une zone boisée assez dense. Le petit passage dans cette forêt ambiante mène à la crypte où reposent Blackwood et ses ancêtres.

## Faux raccords et incohérences
Le jeu comporte quelques faux raccords ou incohérences scénaristiques, bien qu'ils soient relativement peu nombreux.

### Histoire originale etLa dernière visite
- Dans la version originale du jeu (sortie en 2006), lorsque le joueur se rend à l'extérieur pour attendre l'électricien, Michael Arthate fait la remarque étrange : "Il n'y avait pas quelqu'un devant le portail... ?" alors qu'il n'y a personne. Dans la version collector (sortie en 2007), la phrase a été changée pour faire dire à Michael à la place qu'il s'est rendu au portail pour attendre l'électricien mais qu'il ne l'a jamais vu arriver, ce qui est plus cohérent. Dans la version originale, il redira vers la fin du jeu "Il n'y avait pas quelqu'un devant le portail... ?", remarque qui a été supprimée dans la version collector pour ce même passage.
- Il y a une incohérence temporelle dans la version française du jeu. En effet, vers la fin du jeu, un message du National Trust nous informe qu'un policier viendra constater notre départ du manoir le mardi 14 octobre, alors que le jeu nous indique que le 14 octobre est un lundi. Dans la version anglaise du jeu, il n'y a pas d'incohérence puisque l'on parle du mardi 15 octobre.
- Le comportement de Christopher Milton est incohérent dans l'histoire originale et dans La dernière visite, en particulier avec Robin Blackwood. En effet, le joueur peut lire le journal intime que Milton écrit durant l'époque où il est le propriétaire du manoir Blackwood (entre 1963 et sa disparition). À un certain moment, il évoque les grattements causés par Robin dans la prison sous la maison. Cependant, dans son journal, il affirme ignorer la source de ces grattements. Il semble par ailleurs ne pas savoir que Robin Blackwood est encore en vie et qu'il est emprisonné dans le sous-sol du manoir. Pourtant, ses agissements semblent prouver le contraire, puisqu'il évoque dans une lettre qu'il a écrite à Catherine Blackwood que "ce qu'[ils ont] fait pour le fils des Blackwood était la meilleure chose à faire". Par ailleurs, on retrouve dans la prison où est enfermé Robin, des traces de viande crue récente, ce qui semble prouver que quelqu'un connaissait l'existence de la prison et de son occupant. Eva Mariani étant rentrée en Italie, et James et Catherine Blackwood étant tous deux morts, seul Milton pouvait être l'auteur de cet acte. Dans La dernière visite, il a été confirmé par les développeurs que le vieil homme apparaissant à la fin du chapitre était Christopher Milton. Avant de mourir, Milton a clairement reconnu Robin Blackwood et lui demande de lui pardonner pour ce qu'il a fait. Seul le journal intime de Milton ne va pas dans le même sens. À moins de pouvoir prouver que Milton était dans un déni paranoïaque dû au stress lié aux événements récents à ce moment-là, il s'agit d'une incohérence.
- Il y a un faux raccord pour l'apparence de Robin Blackwood entre la fin de l'histoire originale et son apparition dans La dernière visite. Dans sa première apparition, Robin Blackwood a une taille adulte, là où dans La dernière visite sa taille se rapproche de celle d'un enfant. Son visage difforme est par ailleurs très différent dans les deux versions.
- Il n'y a aucune explication sur la manière dont le masque est arrivé dans la salle de bain du premier étage dans La dernière visite, car le choix de cette salle en particulier est assez étrange.
- L'apparition soudaine de Robin Blackwood près du masque dans la salle de bain à la fin de La dernière visite. Bien qu'un grondement profond est audible dans le vestibule du premier étage, le joueur n'entend pas la porte de la salle de bain s'ouvrir et se refermer alors que ladite porte est juste derrière le joueur. Il est également impossible que le fils des Blackwood se soit caché dans la salle de bain lors de la première visite du joueur.

### Fin alternative
Bien que la fin alternative propose une nouvelle perspective intéressante sur l'histoire du jeu, on y trouve quelques incohérences.
- Dans cette réalité alternative, James Blackwood a tué Christopher Milton, et l'a fait passer pour son propre cadavre, qu'il a placé dans la crypte. Comment alors expliquer la boulette de papier retrouvée dans la chambre de Milton ainsi que le journal intime retraçant les événements survenus après 1963 et qui est authentifié d'être de ce dernier si Milton était déjà mort ?

## Système de jeu
Scratches plonge le joueur dans une ambiance angoissante qui convient parfaitement au lieu de l'aventure. Les décors et les effets de lumière sont réalistes. C'est un jeu d'aventure de type « pointer-et-cliquer » qui a la particularité d'utiliser une vue subjective c'est-à-dire que le joueur voit ce que le personnage voit et d'une l'interaction où les déplacements se font principalement à la souris.
Il ne s'agit pas d'un jeu d'énigmes mais plutôt d'un jeu de logique, de recherche et d'observation. Si le joueur se retrouve bloqué dans le jeu, c'est sûrement qu'il lui manque un objet nécessaire à sa progression et qu'il lui faudra fouiller la demeure et les alentours pour le trouver.
Tous les lieux que l'on peut visiter dans le jeu sont aussi effrayants les uns que les autres, chacun de ces endroits recèlent un objet ou une information indispensables pour continuer ou pour comprendre l'histoire.
L'édition collector propose diverses améliorations au jeu de base, comme de meilleurs graphismes, une meilleure résolution (passant la résolution de 800×600 à 1024×768), une meilleure qualité audio, la possibilité de centraliser la souris au milieu de l'écran... Le jeu propose un chapitre supplémentaire La dernière visite et une fin alternative à l'aventure originelle.

## Doublage

### Voix originales
- John Bell[4] : Michael Arthate
- Jonathan Boakes[5] : Jerry P. Carter
- Sue Anderson : Barbara Stiles
- Daniel Chase : Inspecteur William Bailey, le rédacteur de Peter Banks
- Dominic Brewer[6] : Peter Banks

### Voix françaises
- Bernard Bollet : Michael Arthate
- Martial Le Minoux : Jerry P. Carter
- Danielle Villeval : Barbara Stiles
- Bruno Carna : Inspecteur William Bailey
- Pierre Tissier : Peter Banks

## Bande-sonore

### Musique
À l'origine, les développeurs n'avait pas l'intention d'inclure une bande-son originale au jeu. Cependant, après avoir entendu les compositions de Cellar of Rats, et étant pleinement convaincus, ils ont finalement décidé d'en inclure une.
En octobre 2006, la bande originale du jeu a été mise à disposition des joueurs sur support CD. L'album pouvait s'acheter pour 9,99 $ sur le site officiel de Nucleosys. La bande originale a été composée par Cellar of Rats et Daniel Cordes.
L'édition collector comprend des musiques inédites pour le chapitre La dernière visite ainsi que la fin alternative. Ces morceaux ont également été composés par Cellar of Rats.

### Effets sonores
Selon les crédits officiels du jeu, tous les effets sonores ont été réalisés également par Cellar of Rats.

## Développement et sortie du jeu
Scratches a été développé par une équipe composée de deux personnes à Buenos Aires, en Argentine. Agustín Cordes s'est chargé de la programmation ainsi que de la conception, tandis qu'Alejandro Graziana s'est occupé de la direction artistique.

### Inspirations
Pour l'intrigue principale portant sur la famille Blackwood, Agustín Cordes a déclaré lors d'une interview en 2024 avec un vidéaste nommé Vote 4 Holt, qu'il s'était inspiré du Manoir de la peur, film réalisé en 1983 par Pete Walker.
Deux nouvelles de H.P. Lovecraft ont pu servir d'inspiration pour certaines thématiques du jeu à savoir Je suis d'ailleurs (1926) et L'Abomination de Dunwich (1929).
Le protagoniste du jeu Michael Arthate est par ailleurs rapproché à H.P. Lovecraft. Il est même révélé qu'il est né à Providence dans l'état de Rhode Island, la ville natale de Lovecraft.

### Teasers
Deux teasers ont été réalisés et publiés sur le site de Nucleosys. Bien que l'histoire ne soit pas totalement identique au jeu final et que la zone de jeu soit assez limité, les bases du récit sont déjà présents. Bien que Nucleosys ait fermé ses portes en 2009, les teasers sont toujours disponibles en téléchargement via l'outil d'archives internet, Wayback Machine.
- Le premier teaser réalisé en 2003[9] permet au joueur d'accéder au grenier du manoir. Le design de la pièce diffère cependant de la version finale et les graphismes sont relativement pauvres. La caméra est fixe et propose 4 points de vue. Cependant, on retrouve des éléments scénaristiques apparaissant dans la version finale du jeu, comme le personnage de James Blackwood, sa femme Catherine, Eva Mariani... On retrouve par ailleurs le masque dans un coin de la pièce, bien que son design est assez différent de la version définitive. Pour les documents apparaissant dans le jeu final, certaines dates ont été modifiées pour coller à la temporalité comme la lettre du muséum des arts mondiaux (passée de 1958 à 1962 dans le jeu final pour coller au voyage de James Blackwood en Afrique en 1960) ou la lettre de Jerry Carter (à l'origine l'histoire devait se dérouler en janvier 1980 mais se déroule finalement en octobre 1976). Cette dernière lettre montre par ailleurs que le personnage incarné le joueur se prénommait déjà Michael, bien que le nom et sa profession ne soient pas précisés (pour ce dernier point, l'achat du manoir était ici justifié par la volonté de Michael d'avoir une propriété non loin de son lieu de travail. Cette justification fut modifiée dans le jeu final après avoir fait de Michael un auteur, l'achat du manoir est alors justifiée par la volonté du protagoniste de s'éloigner de la ville ce qui est plus logique.).
- Le second teaser réalisé en 2004[10],[11] permet au joueur d'accéder à une partie du jardin derrière le manoir ainsi qu'à la crypte. La caméra est rotative à 360 degrés, comme pour le jeu définitif. Nous pouvons constater que les graphismes sont assez proches de la version finale bien que quelques différences subsistent. Les principales différences sont au niveau de l'animation. Beaucoup d'éléments sont animés dans le teaser, alors qu'elles sont statiques dans la version finale. On retrouve quelques éléments du scénario final bien que tout n'est pas été utilisé. Le personnage fait savoir au joueur qu'il ne peut pas accéder au manoir. Plus le joueur cherchera à s'y a rendre, plus les commentaires seront absurdes. Une bande-son inédite a été composée par Cellar of Rats, qui composera également les musiques du jeu final. L'identité du personnage contrôlé par le joueur dans ce teaser pose question, car il est peu probable que celui-ci soit Michael Arthate. Contrairement à Arthate, ce personnage fume. Bien que rien n'ait été confirmé, de nombreux indices tendraient à montrer l'identité du personnage. En effet, le personnage fait mention d'un corps (sans faire mention de l'identité du mort, bien que James Blackwood soit le plus probable) qu'il doit préparer pour le repos éternel. De plus, le joueur trouve une lettre de James Blackwood dans un cercueil qui parle de la malédiction et du funeste sort de sa femme Catherine (sans pour autant avouer en être l'auteur direct). À la suite de cela, le personnage incarné par le joueur commente les actions de James : "Plutôt que de faire face à la réalité et assumer les conséquences de nos actions impardonnables, il s'est forcé à mettre en place un scénario complexe pour tromper son esprit pour les péchés commis.". Il est donc possible que le joueur incarne Christopher Milton, peu après la mort de James en juin 1963. La fin étrange du teaser pourrait évoquer les idées qui seront reprises plus tard pour la fin alternative dans la version collector du jeu final.

### Version finale
De premières illustrations du jeu final ont commencé à être publié par le studio en 2004.
Le jeu tourne avec un moteur graphique créé par les développeurs. Ce moteur graphique est nommé SCream (Simple Creation Engine for Adventure Makers). Le moteur utilise le principe de 3D précalculée, surnommée par les développeurs "pseudo-3D". Ce principe, principalement utilisé pour les jeux vidéo d'aventure de la fin des années 1990 et début des années 2000, n'était plus utilisé en 2006, les jeux vidéo de cette époque étant souvent en 2.5D ou intégralement en 3D. 
Il était également conçu pour être non-linéaire, c'est-à-dire dans un ordre parfois variable, avec des parties de la maison se débloquant au fur et à mesure de l'avancée du joueur. Le jeu comporte également un cycle jour et un cycle nuit. 
L'atmosphère du jeu rappelle l'atmosphère de la série de jeux vidéo Resident Evil.
Une version démo a été réalisée fin 2005, permettant au joueur de jouer le début du jeu. Elle se conclut par une cinématique inédite dans la cave qui est absente du jeu final.
La version finale du jeu, appelée en France Scratches : Dans l'antre de la peur est sortie aux États-Unis le 8 mars 2006 et le 16 juin 2006 en France.
Une version Director's Cut était disponible sur le site Nucleosys le 26 juin 2007. Elle s'installe comme une mise à jour au jeu originel. Un patch a plus tard été disponible pour corriger quelques bugs. Ce patch comprend aussi une correction des graphismes, ainsi que la fin alternative. En France, l'édition collector est commercialisée; elle comprend à la fois la mise à jour Director's Cut et le patch. Aux États-Unis, la mise à jour Director's Cut incluant le patch a également été commercialisée plus tardivement.
Les changements survenus de l'édition collector sont similaires aux changements survenus dans les jeux vidéo Myst et Realmyst.
Une mise à jour nommée Director's Commentary était prévue par le studio, censée inclure de nouvelles fonctionnalités dans le jeu. La fermeture de Nucleosys en 2009 a cependant provoqué l'arrêt du développement.
En 2012, Meridian4 a réalisé avec l'accord du développeur principal Agustín Cordes une version digitalisée sur Steam. Il s'agit de la version Director's Cut disponible en anglais seulement. Cependant, en 2015, le jeu est retiré de la vente, bien que les joueurs l'ayant déjà acheté y ont toujours accès. 
Aux États-Unis, le jeu est édité par Got Game Entertainment. La version française est publiée par Micro Application.

## Accueil
Le jeu a globalement été reçu positivement par le public et par les critiques. La plupart des critiques saluent l'ambiance oppressante du titre, des ambiances sonores et musicales portées par Cellar of Rats accentuant le malaise, et d'un scénario bien ficelé.
Le public a également été reçu positivement par le public. Le titre s'est montré rentable au fil des années.
En mars 2007, le jeu a été vendu à plus de 150 000 exemplaires. 
En 2012, le jeu a atteint les 250 000 ventes.
En mars 2006, le jeu a été classé dans le top 10 des meilleures ventes de jeux vidéo sur Amazon, et a été classé dans l'index dédié aux jeux populaires sur GameRanking.

## Culture populaire
Un tableau représentant Cthulhu, personnage emblématique du Mythe de Cthulhu de H. P. Lovecraft, est visible au premier étage de la maison. D'autres références à Lovecraft sont présentes dans le jeu comme le Necronomicon, De Vermis Mysteriis, ou encore "The Mountain of Madness" ou encore le nom d'une critique au livre de Michael Arthate, R'lyeh qui est le nom de la cité engloutie où repose Cthulhu qui rêve. 

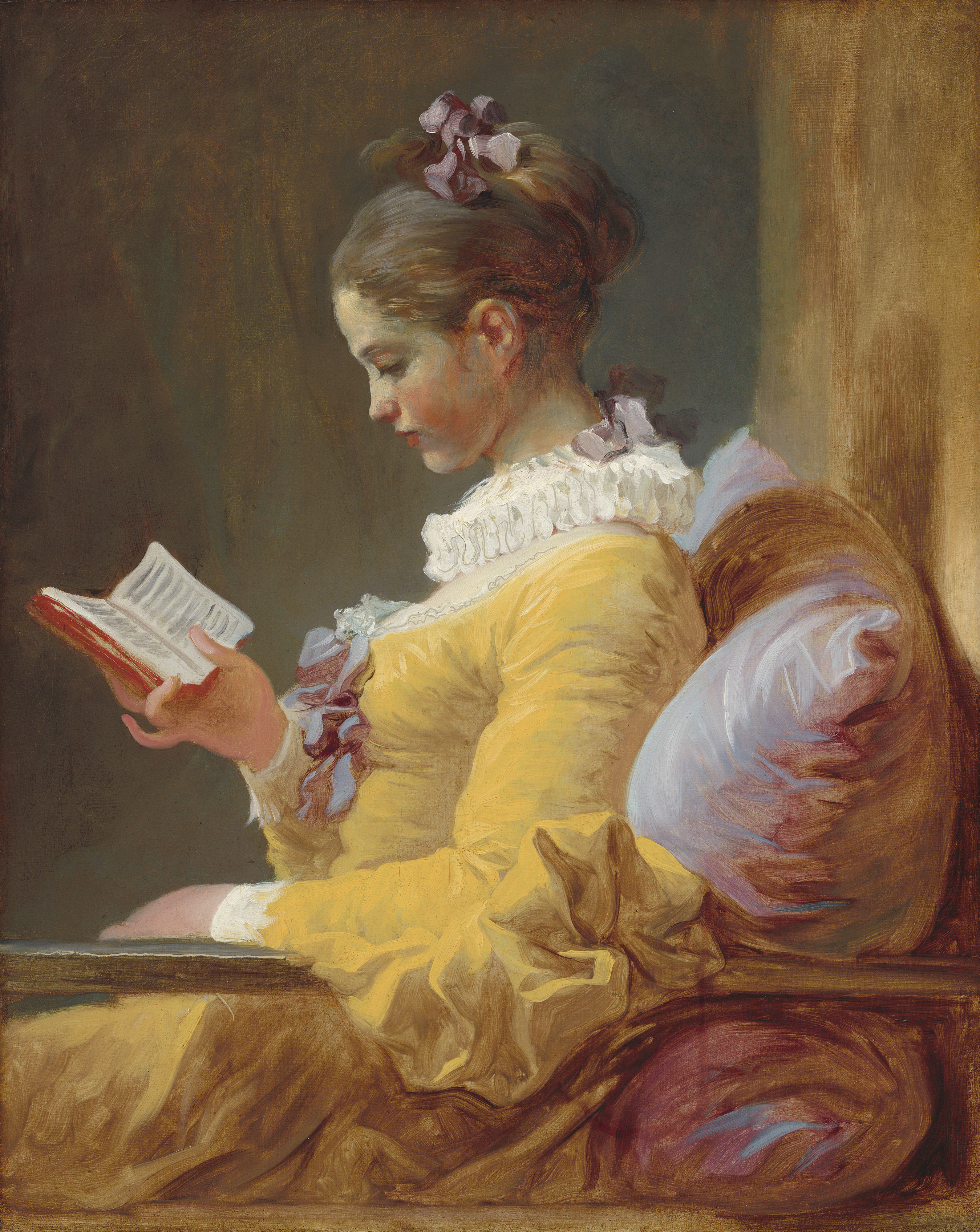
On retrouve de célèbres tableaux, comme La Liseuse de Jean-Honoré Fragonard.

Dans le manoir, on retrouve de très nombreux tableaux célèbres, comme par exemple La Liseuse de Jean-Honoré Fragonard, Saturne dévorant un de ses fils par Francisco de Goya, The Hands Resist Him par l'artiste californien Bill Stoneham ou encore Les Époux Arnolfini attribué au peintre flamand Jan van Eyck. 
L'action se déroule dans une maison située à vingt minutes de Rothbury, une ville du nord de l'Angleterre (Northumberland).

## Héritage
Le petit succès de Scratches a permis à son principal développeur Agustín Cordes, de récolter assez de fonds via une campagne sur Kickstarter, pour développer le futur jeu vidéo Asylum avec le studio Senscape, studio qu'il a fondé à la suite de la fermeture de Nucleosys.
Dans le jeu vidéo Serena, également développé par Agustín Cordes et Senscape, le joueur peut trouver plusieurs références à Scratches. Tout d'abord, le système de jeu et les icônes sont très similaires. Dans l'étagère de livres, on peut apercevoir dans un rayon le roman La Ville Fantôme (ou The Vanishing Town en anglais) par Michael Arthate, le protagoniste principal. Dans ce même rayon, on aperçoit L'Encyclopédie Dhalmaar par Agustín Cordes, référence à la tribu africaine des Dhalmaar.
Scratches est également le premier jeu vidéo d'aventure commercialisé développé en Argentine,.